# Ryan Howard
Ryan James Howard (Saint Louis, 19 novembre 1979) è un ex giocatore di baseball e attore statunitense.

## Baseball

### Minor League
Howard frequentò la Lafayette High School di WildWood, Missouri e poi la Missouri State University di Springfield. Da lì venne selezionato al 5º giro del draft amatoriale del 2001 come 140ª scelta dai Philadelphia Phillies, iniziando con i Betavia Muckdogs (livello A-) e finendo la stagione con .272 alla battuta, .384 di percentuale di arrivo in base, 6 fuoricampo, 35 RBI, 26 punti segnati in 48 partite.
Nel 2002 con i Lakewood BlueClaws (livello A) finì con .280 alla battuta, .367 di arrivo in base, 19 fuoricampo, 87 RBI, 56 punti e 5 basi rubate in 135 partite. Nel 2003 con i Clearwater Phillies (A+) finì con .304 alla battuta, .374 di arrivo in base, 23 fuoricampo, 82 RBI, 67 punti in 130 partite. Nel 2004 giocò con due squadre finendo con .291 alla battuta, .380 in base, 46 fuoricampo, 131 RBI, 94 punti e una base rubata in 131 partite. Nel 2005 con gli Scranton/Wilkes-Barre Red Barons (AAA) finì con .371 alla battuta, .467 di arrivo in base, 16 fuoricampo, 54 RBI, 38 punti e in 61 partite. Nel 2007 con i BlueClaws finì con .333 alla battuta, .500 in base, un fuoricampo, 4 RBI e un punto in due partite. Nel 2010 con i BlueClaws finì con .500 alla battuta, .667 in base, nessun fuoricampo, un RBI e in una sola partita disputata. Nel 2012 giocò con due squadre finendo con .500 alla battuta, .577 in base, un fuoricampo, 10 RBI, 3 punti e in 7 partite.

### Major League

#### Philadelphia Phillies
Howard debuttò nella MLB il 1º settembre 2004, al Citizens Bank Park di Filadelfia contro gli Atlanta Braves. Finì la sua prima stagione con .282 alla battuta, .333 in base, 2 fuoricampo, 5 RBI, 5 punti, 59 eliminazioni di cui 9 doppi e 6 assistenze in 19 partite di cui 5 da titolare. Nella minor league giocò durante la stagione 131 partite, 102 nella Doppia-A e 29 nella Tripla-A.
Nel 2005 finì con .288 alla battuta, .356 in base, 22 fuoricampo, 63 RBI, 52 punti, nessuna base rubata, 707 eliminazioni di cui 53 doppie, 40 assistenze e 5 errori da prima base in 88 partite di cui 79 da titolare.

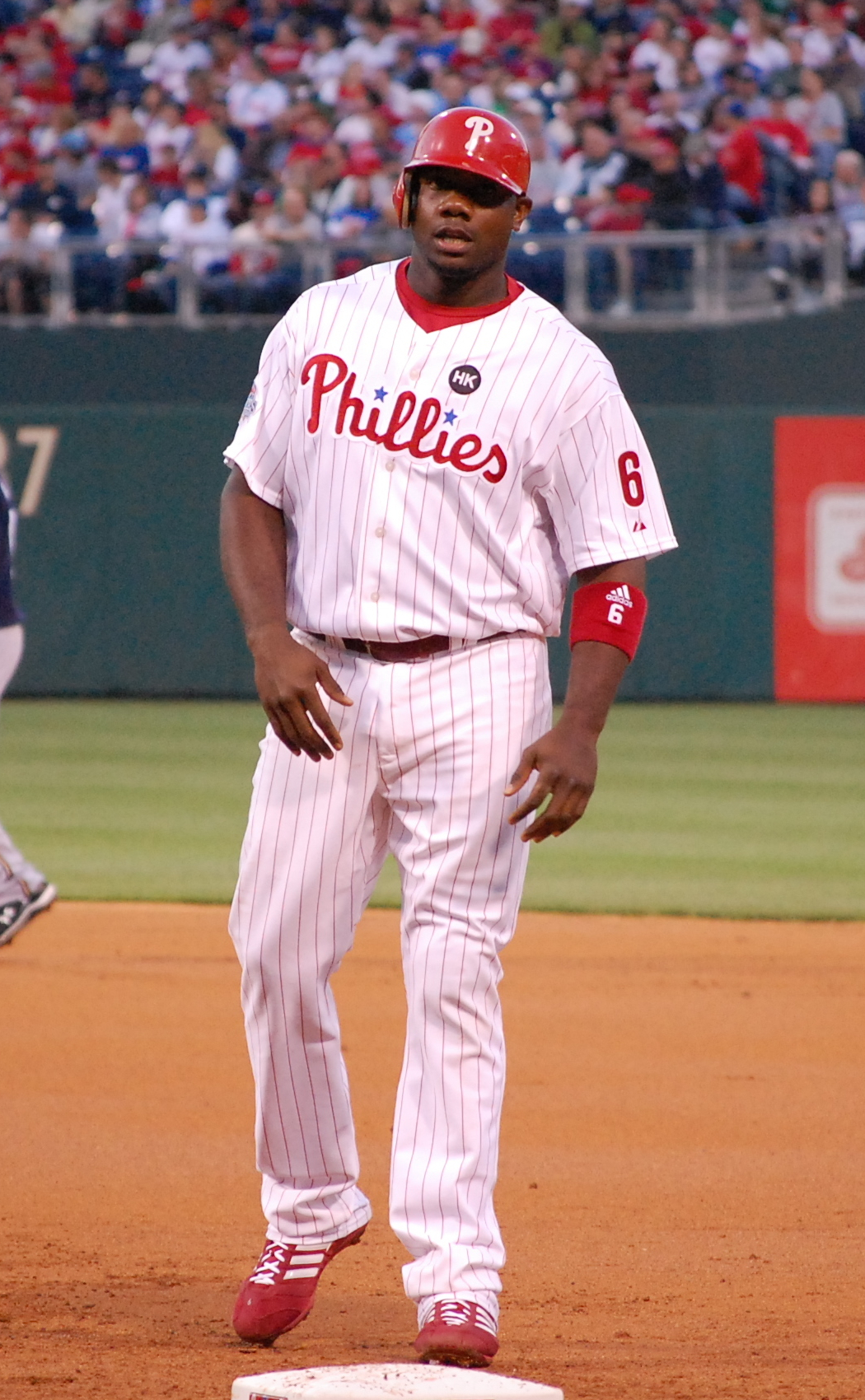
Ryan Howard nel 2009

Nel 2006 finì con .313 alla battuta (8° della National League), .425 in base (5° della NL), .659 di media bombardieri (2° della NL), 1.084 OPS (2° della NL), 58 fuoricampo (1° della NL), 149 RBI (1° della NL), 104 punti, 108 basi concesse (4° della NL), 1.373 eliminazioni di cui 139 doppie, 91 assistenze e 14 errori da prima base in 159 partite di cui 157 da titolare, venendo premiato come MVP della National League. Nel 2007 finì con .268 alla battuta, .392 in base, .584 di media bombardieri (5° della NL), .976 OPS (6° della NL), 47 fuoricampo (2° della NL), 136 RBI (2° della NL), 94 punti, 107 basi concesse (4° della NL), una base rubata, 1.191 eliminazioni di cui 124 doppie, 103 assistenze e 12 errori da prima base in 144 partite di cui 138 da titolare.
Nel 2008 finì con .251 alla battuta, .339 in base, .543 di percentuale di slugging (6° della NL), 48 fuoricampo (1° della NL), 146 RBI (1° della NL), 105 punti (9° della NL), una base rubata, 1.408 eliminazioni di cui 128 doppie, 101 assistenze e 19 errori da prima base in 162 partite di cui 156 da titolare. Nel 2009 finì con .279 alla battuta, .360 in base, .571 slugger (4° della NL), .931 OPS (9° della NL), 45 fuoricampo (3° della NL), 141 RBI (1° della NL), 105 punti (5° della NL), 8 basi rubate, 1.300 eliminazioni di cui 109 doppie, 95 assist e 14 errori da prima base in 160 partite di cui 155 da titolare.
Nel 2010 finì con .276 alla battuta, .353 in base, 31 fuoricampo (8° della NL), 108 RBI (4° della NL), 87 punti, una base rubata, 1.339 eliminazioni di cui 117 doppie, 59 assist e 14 errori da prima base in 143 partite di cui 139 da titolare. Nel 2011 finì con .253 alla battuta, .346 in base, 33 fuoricampo (6° della NL), 116 RBI (3° della NL), 81 punti, 75 basi concesse (7° della NL), una base rubata, 1.282 eliminazioni di cui 110 doppie, 70 assist e 9 errori da prima base in 152 partite di cui 145 da titolare.
Nel 2012 finì con .219 alla battuta, .295 in base, 14 fuoricampo, 56 RBI, 28 punti, nessuna base rubata, 495 eliminazioni di cui 37 doppie, 30 assist e 5 errori da prima base in 71 partite di cui 66 da titolare. Nel 2013 finì con .266 alla battuta, .319 in base, 11 fuoricampo, 43 RBI, 34 punti, nessuna base rubata, 618 eliminazioni di cui 55 doppie, 42 assist e una base rubata in 80 partite di cui 74 da titolare.
Il 2 novembre 2016, i Phillies declinarono l'opzione nel contratto di Howard che gli avrebbe assicurato un contratto da 23 milioni di dollari nella stagione successiva, rendendolo free agent per la prima volta in carriera.

#### Atlanta Braves, Colorado Rockies e ritiro
Il 6 aprile 2017, Howard firmò con gli Atlanta Braves, che lo svincolarono l'8 maggio a stagione in corso.
Il 12 agosto 2017, firmò con i Colorado Rockies, franchigia con cui giocò fino a fine stagione, quando divenne free agent.
Il 4 settembre 2018, Howard annunciò il ritiro. Il 14 luglio 2019, partecipò a una cerimonia ufficiale organizzata dai Phillies in suo onore.

### Palmarès

#### Club
- World Series: 1

Philadelphia Philles: 2008

#### Individuale
- MVP della National League: 1

2006
- MVP della National League Championship Series: 1

2009
- MLB All-Star: 3

2006, 2009, 2010
- Hank Aaron Award: 1

2006
- Silver Slugger Award: 1

2006
- Roberto Clemente Award: 1

2006
- Vincitore dell'Home Run Derby: 1

2006
- Rookie dell'anno della National League - 2005
- Leader della MLB in fuoricampo: 1

2006, 2008
- Leader della MLB in punti battuti a casa: 3

2006, 2008, 2009
- Giocatore del mese: 4

NL: agosto e settembre 2006, settembre 2008, agosto 2009
- Esordiente del mese: 1

NL: settembre 2005
- Giocatore della settimana: 6

NL: 3 settembre 2006, 22 luglio e 30 settembre 2007, 31 maggio e 30 agosto 2009, 18 luglio 2010

## Carriera Cinematografica

### Filmografia
- 2004 - Entourage[3]
- 2005 - The Office (9x18)[4]
- 2005 - C'è sempre il sole a Philadelfia [5]
- 2009 - Prime 9